# 東山御物
東山御物是指日本室町幕府第八代將軍足利義政所收集的繪畫、茶器、花器、文具等等器物。而所謂的「東山」，是因足利義政在東山之地設有山莊之故。但是，在這之中大多是從先前室町幕府歷代將軍處所繼承的物品，此外為了與指稱江戶幕府歷代將軍的收藏品之「柳營御物」一詞相對應，也有將室町幕府歷代將軍的收藏品全部用「東山御物」來稱呼的場合。
而在日本明治時期以前主要是用「東山殿御物」、「東山殿之御物」、「東山殿御所持」等等稱呼，使用「東山御物」四字的記載則出現在進入明治時期以後。又一說東山御物的稱呼之所以普及，與創元社的《茶道全集》（1936年出版）有很大的關係。
足利義政的祖父足利義滿與父親足利義教等歷代將軍對於「唐物」有很濃厚的興趣，伴隨著日明貿易而收集宋、元等時期的中國繪畫（唐物），押上「天山」「道有」等鑑藏印。足利義政時負責管理與鑑定唐物的的同朋眾能阿彌編纂了《「御物御畫目錄」》（日语：御物御画目録，280幅、東京國立博物館所藏），將這些收藏依照材質、形態來分類，記載了畫家與畫作主題、贊者等等資訊。此外，能阿彌還有著有與東山御物相關的撰述《君台觀左右帳記》。
不過，東山御物之中因為應仁之亂而散逸或賞賜給各個大名、因幕府財政困難而從倉庫中出售、搬移到他處或就這樣下落不明的東西也不少。進入安土桃山時代後，在茶人之間出現了將足利義政視為「茶道之祖」而崇敬的風氣，東山御物裡的茶器也因而變得受到重視。而現代仍殘存的東山御物大多都已被指定為國寶或重要文化財。

## 現存品
- 春景山水圖（國寶、金地院所藏）
- 夏景山水圖（國寶、久遠寺所藏，東京國立博物館寄託）
- 冬景山水圖（國寶、金地院所藏）

等等